# Begonia annobonensis
Espèce
Synonymes
- Begonia monterosae A.Chev.[1]
- Begonia quintasii C.DC.[1]

Begonia annobonensis est une espèce de plantes de la famille des Begoniaceae.
L'espèce fait partie de la section Sexalaria.
Elle a été décrite en 1859 par Alphonse Pyrame de Candolle (1806-1893).

## Répartition géographique
Cette espèce est originaire des pays suivants : Cameroun ; Sao Tomé-et-Principe.